# Lista de deputados estaduais de Mato Grosso da 3.ª legislatura
Essa é uma lista de deputados estaduais do Mato Grosso eleitos para o período 1955-1959.

## Composição das bancadas
| Partido | Líder                   | Bancada | Posição  |
| ------- | ----------------------- | ------- | -------- |
| UDN     | Walter Faustino Dias    | 14 / 30 | Oposição |
| PSD     | Fauze Scaff Gattass     | 10 / 30 | Governo  |
| PTB     | Agápito de Paula Boeira | 3 / 30  | Governo  |
| PSP     | Alberto Monteiro        | 3 / 30  | Oposição |

## Deputados estaduais
| Número | Deputados estaduais eleitos          | Partido | Votação | Cidade onde nasceu   | Unidade federativa |
| 22482  | Adê Marques                          | UDN     | 2.853   | Rondonópolis         | Mato Grosso        |
| 14738  | Agápito de Paula Boeira              | PTB     | 2.503   | Tangará da Serra     | Mato Grosso        |
| 46412  | Alberto Monteiro                     | PSP     | 1.158   | Cáceres              | Mato Grosso        |
| 46436  | Antônio Célio Mário Spinelli         | PSP     | 1.394   | Poxoréu              | Mato Grosso        |
| 41381  | Mendes Canale                        | PSD     | 3.022   | Miranda              | Mato Grosso do Sul |
| 22960  | Antônio Moisés Nadaf                 | UDN     | 2.178   | Várzea Grande        | Mato Grosso        |
| 41341  | Clóvis Hugueney                      | PSD     | 1.425   | Cuiabá               | Mato Grosso        |
| 22968  | Dormevil Malhado da Costa Faria      | UDN     | 1.352   | Sorriso              | Mato Grosso        |
| 22410  | Edward Reis Costa                    | UDN     | 2.157   | Lucas do Rio Verde   | Mato Grosso        |
| 41261  | Edil Pereira Ferraz                  | PSD     | 2.076   | Paranaíba            | Mato Grosso do Sul |
| 41183  | Fauze Scaff Gattas                   | PSD     | 1.434   | Corumbá              | Mato Grosso do Sul |
| 41465  | Francisco Leal de Queiroz            | PSD     | 2.255   | Paranaíba            | Mato Grosso do Sul |
| 22158  | Gonçalo Botelho de Campos            | UDN     | 2.157   | Várzea Grande        | Mato Grosso        |
| 22455  | Hélio Correa da Costa                | UDN     | 1.403   | São Gonçalo          | Rio de Janeiro     |
| 41140  | Henrique Gomes da Silva              | PSD     | 1.701   | Ribeirão das Neves   | Minas Gerais       |
| 22181  | Hugo Corrêa                          | UDN     | 1.646   | Primavera do Leste   | Mato Grosso        |
| 14290  | Jacinto Rodrigues de Miranda         | PTB     | 1.171   | Barra do Garças      | Mato Grosso        |
| 22374  | José Feliciano de Figueiredo         | UDN     | 2.023   | Cuiabá               | Mato Grosso        |
| 22821  | Manoel de Oliveira Lima              | UDN     | 2.928   | Sorriso              | Mato Grosso        |
| 46136  | Manoel Garibaldi Cavalcanti de Mello | PSP     | 1.064   | Campo Verde          | Mato Grosso        |
| 22588  | Manoel José de Arruda                | UDN     | 1.615   | Guarantã do Norte    | Mato Grosso        |
| 22876  | Martinho Marques da Silva            | UDN     | 1.609   | Poconé               | Mato Grosso        |
| 41910  | Rachid Jorge Mamed                   | PSD     | 1.420   | Cuiabá               | Mato Grosso        |
| 22221  | Rubens Alberto Abbot Castro Pinto    | UDN     | 2.993   | Campo Grande         | Mato Grosso do Sul |
| 41639  | Sabino José da Costa                 | PSD     | 1.847   | Mirassol d'Oeste     | Mato Grosso        |
| 41524  | Sebastião Monteiro da Silva          | PSD     | 1.523   | Paranatinga          | Mato Grosso        |
| 14437  | Vicente Bezerra Neto                 | PTB     | 1.229   | Lavras da Mangabeira | Ceará              |
| 22537  | Walter Faustino Dias                 | UDN     | 2.674   | Comodoro             | Mato Grosso        |
| 41657  | Wilson Dias de Pinho                 | PSD     | 1.638   | Dourados             | Mato Grosso do Sul |
| 22121  | Wilson Loureiro de Oliveira          | UDN     | 1.697   | Nova Xavantina       | Mato Grosso        |